# HiPhi X
HiPhi X — полноразмерный электромобиль-кроссовер производства компании СП Dongfeng и Kia в Яньчэне.

## История
Предсерийный концепт HiPhi 1 был представлен 31 июля 2019 года.

Вдохновением для дизайна Hiphi 1 послужил арбалет.

В России HiPhi X был представлен на выставке ForAuto-2023.

## Описание
Фары HiPhi X — матричные, с системой PML (Programmable Matrix Lighting). Они сочетаются с источниками инфракрасной подсветки системы ночного видения и умеют самостоятельно адаптироваться к дорожным условиям. Матричные фары способны рисовать на дороге подсказки навигатора.

Изюминка HiPhi X — задние двери, состоящие из двух частей: нижней и верхней. Нижняя — открывается против хода движения. Такие двери позволяют пассажиру занять место наиболее естественным способом и выйти, просто шагнув в сторону от автомобиля. Кресла второго ряда — капитанские.
Цены в России на начало 2024 года: 5 135 000 ₽ — 14 490 000 ₽.

## Галерея
| - Вид сзади - HiPhi X на зарядке - Вид сбоку - Открытые задние двери - Торпедо |